# Bešeňová
Bešeňová (hongrois : Besenyőfalu) est un village de Slovaquie situé dans la région de Žilina.

## Histoire
La première mention écrite du village date de 1503.

## Démographie

### Évolution de la population
| Année:               | 1994. | 2004.   | 2014.    | 2024.    |
| -------------------- | ----- | ------- | -------- | -------- |
| Nombre de personnes: | 402   | 388     | 635      | 772      |
| Différence:          |       | -3,48 % | +63,65 % | +21,57 % |

| Année:               | 2023. | 2024.   |
| -------------------- | ----- | ------- |
| Nombre de personnes: | 754   | 772     |
| Différence:          |       | +2,38 % |